# أحمد بن عمر
أحمد بن عمر (؟ - 940) هو ابن أبي عبد الله عمر بن شعيب وسابع أمراء إمارة كريت. تولى الإمارة عند وفاة ابن أخيه علي بن يوسف عام 925 ميلادية تقريباً حتى وفاته عام 940. عادت الإمارة في عهده للإغارة من جديد على المناطق البيزنطية، فدمّروا آثوس، وجنوب اليونان، وهاجموا سواحل آسيا الصغرى الغربية. توفي الأمير أحمد عام 940 تقريباً، وخلفه في الحكم ابنه شعيب.